# Liste der Kulturdenkmäler in Sinn (Hessen)
Die folgende Liste enthält die in der Denkmaltopographie ausgewiesenen Kulturdenkmäler auf dem Gebiet  der Gemeinde Sinn, Lahn-Dill-Kreis, Hessen.
Hinweis: Die Reihenfolge der Denkmäler in dieser Liste orientiert sich zunächst an Ortsteilen und anschließend der Anschrift, alternativ ist sie auch nach der Bezeichnung, der vom Landesamt für Denkmalpflege vergebenen Nummer oder der Bauzeit sortierbar.
Kulturdenkmäler werden fortlaufend im Denkmalverzeichnis des Landes Hessen durch das Landesamt für Denkmalpflege Hessen auf Basis des Hessischen Denkmalschutzgesetzes (HDSchG) geführt. Die Schutzwürdigkeit eines Kulturdenkmals hängt nicht von der Eintragung in das Denkmalverzeichnis des Landes Hessen oder der Veröffentlichung in der Denkmaltopographie ab.

## Kulturdenkmäler nach Ortsteilen

### Edingen
| Bild           | Bezeichnung         | Lage                                              | Beschreibung | Bauzeit       | Objekt-Nr. |
| -------------- | ------------------- | ------------------------------------------------- | --- | ------------- | ---------- |
| Solmser Hof    | Solmser Hof         | Fleisbacher Straße 6 LageFlur: 3, Flurstück: 14/1 | Der großvolumige, im Kern barocke Bau ist Restbestand eines herrschaftlichen solmsischen Hofes, der ab Mitte des 19. Jh. von der Gemeinde Edingen verwaltet wurde. Er dokumentiert die im Sinner Gemeindegebiet verlaufende Grenze zwischen nassauischem und solmsischem Territorium, die sich fortsetzte zu der zwischen den Altkreisen Wetzlar und Dill. Kulturdenkmal aus geschichtlichen Gründen.               | Mitte 19. Jh. | 133226 DDB |
| weitere Bilder | Evangelische Kirche | Landstraße 1 LageFlur: 3, Flurstück: 70/5         | Kleiner barocker, in Bruchstein errichteter Saalbau mit quadratischem Dachreiter über der Westfront, der Chor ein jüngerer Anbau von 1965, das Dach hier abgewalmt. Im Inneren flache Decke Kanzelaltar und dreiseitig umlaufende Emporen. Die Kirche ist von einem Hof umgeben. Kulturdenkmal aus geschichtlichen und städtebaulichen Gründen.                                                                     | 1745          | 133225 DDB |
| Alte Schule    | Alte Schule         | Landstraße 23 LageFlur: 3, Flurstück: 80/6        | Errichtet in der Zeit nach 1900: neben der ortsbezogenen Bedeutung als Schulbau zeichnet sich der gut proportionierte Bau durch die spielerische Aufnahme ortsüblicher Fachwerkmotive aus. Kulturdenkmal aus geschichtlichen und künstlerischen Gründen. | Nach 1900     | 133227 DDB |
|                |                     | Wällertorstraße 10 LageFlur: 3, Flurstück: 32     | Giebelständiger zweigeschossiger Fachwerkbau, inschriftlich 1694 datiert, der sich durch seinen nahezu unveränderten ursprünglichen Zustand auszeichnet. Das Fachwerkgefüge im Erdgeschoss durch hohe Fußstreben ausgesteift, profilierter Geschossversatz, im Obergeschoss Aussteifung durch Mannformen. Haustür aus dem 19. Jh., darüber Feuerbock im Brüstungsgefach. Kulturdenkmal aus geschichtlichen Gründen. | 1694          | 133228 DDB |

### Fleisbach
| Bild              | Bezeichnung         | Lage                                              | Beschreibung | Bauzeit              | Objekt-Nr. |
| ----------------- | ------------------- | ------------------------------------------------- | --- | -------------------- | ---------- |
| weitere Bilder    | Evangelische Kirche | Auf dem Überberg LageFlur: 2, Flurstück: 278      | Auf einer Anhöhe nordöstlich des Ortskerns gelegen, entfaltet der 1887 von Ludwig Hofmann errichtete Bau eine beträchtliche Fernwirkung ins Dilltal. Es handelt sich um einen in sichtbarem Ziegelmauerwerk errichteten neugotischen Bau mit Werkstein-Elementen wie etwa die Abdeckungen der Strebepfeiler. Vierjochiges Schiff mit Satteldach, Gliederung der Wand durch Strebepfeiler; die hohen spitzbogigen Fenster sind zweibahnig und laufen jeweils in einen Vierpass aus. Der Chor ist eingezogen, schlanker Westturm mit hohem Spitzhelm und vier Wichhäuschen. Im Inneren der Eindruck eines geräumigen Saales; die dreiseitig umlaufenden Emporen werden von drei bis zur Decke reichenden Stützenpaaren getragen, die dort drei Querunterzüge unterstützen. Die Kirche, ist umgeben von einem baumbestandenen, ummauerten Hof. Südlich davon eine Gedenkstätte für die Fleisbacher Opfer des Ersten Welt Krieges. Kulturdenkmal aus geschichtlichen, künstlerischen und städtebaulichen Gründen. | 1887                 | 133229 DDB |
| Fachwerkbau       | Fachwerkbau         | Edinger Straße 2 LageFlur: 1, Flurstück: 17/1     | Zweigeschossiger traufständiger Fachwerkbau um 1700 am Aufeinandertreffen von Hauptstraße, Edinger Straße und Sinner Straße. Das Obergeschoss der Traufseite mit profilierter Schwelle und reichem geschnitztem Schmuck an Ständern und Streben. Kulturdenkmal aus geschichtlichen, künstlerischen und städtebaulichen Gründen. | Um 1700              | 133231 DDB |
| Einhaus/Streckhof | Einhaus/Streckhof   | Hauptstraße 19 LageFlur: 2, Flurstück: 312/5      | Weitgehend ungestörter Stampflehmbau mit Krüppelwalm am Wohnteil, erbaut wohl erste Hälfte des 19. Jahrhunderts. Traufständig zur abschüssigen Hauptstraße gelegen, das große Scheunentor besonders markant. Kulturdenkmal aus geschichtlichen Gründen. | Erste Hälfte 19. Jh. | 133285 DDB |
| Fachwerkbau       | Fachwerkbau         | Hauptstraße 21 / 23 LageFlur: 2, Flurstück: 291/1 | Traufständiger verputzter Fachwerkbau der Zeit um 1700, mit verschiefertem Zwerchhaus und sehr schöner Tür des frühen 19. Jh. Im Obergeschoss ist aufgrund des sichtbaren Geschossüberstandes und der Fensterformen mit einem ursprünglichen Fachwerkgefüge zu rechnen. Kulturdenkmal aus geschichtlichen Gründen. | Um 1700              | 133230 DDB |
| Wilhelmswalze     | Wilhelmswalze       | Wilhelmswalze LageFlur: 4, Flurstück: 59          | Südöstlich von Fleisbach im Dilltal gelegen, ein Generatorenbau der ehem. Wilhelmswalze, ein Industriebau aus der Zeit noch vor dem Ersten Weltkrieg mit zeltförmigem Mansarddach und einem Giebelmotiv mit runder Öffnung über dem Eingang in Gebäudemitte. Kulturdenkmal aufgrund seiner technikgeschichtlichen und auch künstlerischen Bedeutung. Kulturdenkmal aus geschichtlichen und künstlerischen Gründen. |                      | 133232 DDB |

### Sinn
| Bild                               | Bezeichnung                        | Lage                                                                                        | Beschreibung | Bauzeit                                      | Objekt-Nr. |
| ---------------------------------- | ---------------------------------- | ------------------------------------------------------------------------------------------- | --- | -------------------------------------------- | ---------- |
|                                    |                                    | Am Wintergarten 8 LageFlur: 37, Flurstück: 142/1                                            | Am südlichen Ortsrand gelegenes Einhausgehöft, quererschlossen, Wohnteil 18. Jh., Scheune und Stall nach 1800. Am Wohnteil ist neben dem intakten Fachwerkgefüge des Obergeschosses die schöne zweiflügelige klassizistische Haustür hervorzuheben. Als Hofform mit auch künstlerisch wertvollen Bauteilen von geschichtlicher Bedeutung. Kulturdenkmal aus geschichtlichen und künstlerischen Gründen. | Wohnteil 18. Jh. Scheune und Stall nach 1800 | 133212 DDB |
| Bahnhof                            | Bahnhof                            | Bahnhofstraße 13 LageFlur: 45, Flurstück: 26/2                                              | Schlichter zweigeschossiger Bau mit Satteldach und seitlichem Anbau, in Rohziegelmauerwerk errichtet mit vorgeblendeter pilasterartiger Gliederung und Stichbogenfenster. Einziger Bahnhof noch des 19. Jh. an der 1863 errichteten Dilltal-Strecke, der nach seiner Errichtung auch Bezugspunkt einer Siedlungserweiterung Sinns wurde. Kulturdenkmal aus geschichtlichen Gründen. | 19. Jh.                                      | 133223 DDB |
| Evangelische Kirche                | Evangelische Kirche                | Ballersbacher Weg LageFlur: 38, Flurstück: 111                                              | 1900 erbaute Hallenkirche mit flacher Decke über quer liegenden Unterzügen Im Norden gewölbter rechteckiger Chor mit 3/8-Schluss. Darüber der hohe Turm mit achtseitigem Helm und je einem Wichhäuschen nach Osten und Westen. Das Hauptschiff mit Satteldach und Quergiebel zum westlich gelegenen Dorf. Das auf der Ostseite gelegene Seitenschiff mit zwei Walmdächern. Der in sichtbarem Bruchstein errichtete Bau nimmt im Detail Formen mittelalterlicher Bauten auf: etwa die Maßwerkfenster der Westseite des Hauptschiffs, das Südportal mit Wimperg oder die Arkaden des Turms. Der Bau erhebt sich über dem Dorf auf einem hohen Unterbau, dem eine Stützmauer vorgelagert ist. Zwischen Südportal und benachbarter Schule führt eine Treppe hinab ins Dorf. Die Stützmauer trägt eine Gedenkstätte für die Sinner Opfer des Ersten Weltkrieges. Kulturdenkmal aus geschichtlichen, künstlerischen und städtebaulichen Gründen. | 1900                                         | 133214 DDB |
| Wasserwerk Sinn                    | Wasserwerk Sinn                    | Ballersbacher Weg LageFlur: 25, Flurstück: 119/131                                          | Nordöstlich des Ortskerns gelegenes Wasserwerk aus dem ersten Viertel des 20. Jh. Es stellt einen geschichtlich bedeutsamen Versuch dar, ein technisches Bauwerk durch die Verwendung von bossiertem Haustein und Schiefer als Dachdeckung weniger als Gegensatz, denn als Teil der Natur zu gestalten. Kulturdenkmal aus geschichtlichen und künstlerischen Gründen. | Erstes Viertel des 20. Jh.                   | 133224 DDB |
| Alte Schule                        | Alte Schule                        | Ballersbacher Weg 1 LageFlur: 37, Flurstück: 1                                              | Unmittelbar nach 1900 errichtetes neues Schulgebäude. Der zweigeschossige in Bruchstein über einer Stützmauer errichtete Bau bildet ein auf Materialverwandtschaft und Volumen beruhendes Ensemble mit der 1900 errichteten Kirche. Kulturdenkmal aus geschichtlichen, künstlerischen und städtebaulichen Gründen. | Anfang 1900                                  | 133213 DDB |
| Evangelische Kapelle               | Evangelische Kapelle               | Ballersbacher Weg 6 LageFlur: 27, Flurstück: 1/2                                            | Längsrechteckiger Fachwerkbau mit dreiseitigem Schluss. Verschiefertes Satteldach, nach Osten abgewalmt, im Westen Krüppelwalm, quadratischer Dachreiter mit Spitzhelm. Der Zugang in der Westseite mit waagrechtem Sturz, dort inschriftliche Datierung 1631. Im Inneren der heute als Ehrenmal genutzten Kirche trennt ein Triumphbogen den Chor vom Schiff. Im Schiff umlaufende Emporen auf gedrehten Balustersäulen. Kulturdenkmal aus geschichtlichen Gründen. | 1631                                         | 133215 DDB |
| Alte Schule                        | Alte Schule                        | Friedrich-Ebert-Straße 22 / 24 LageFlur: 37, Flurstück: 6/5                                 | Langgestreckter zweigeschossiger Fachwerkbau des späten 18. Jh., am südöstlichen Ortsrand, mit Ausnahme der Rückfront alle Gebäudeseiten verschiefert. Die nördliche Gebäudehälfte ursprünglich als Schule genutzt. Die Balustertreppe, die spätbarocke Haustür sowie die Rocaille-Ornamente der Zimmertüren sind hier zu erwähnen. Kulturdenkmal aus geschichtlichen und künstlerischen Gründen. | Spätes 18. Jh.                               | 133216 DDB |
| Gesamtanlage Hansastraße           | Gesamtanlage Hansastraße           | Gesamtanlage Hansastraße Lage                                                               | Kern der Gesamtanlage ist die inmitten eines Parks gelegene gründerzeitliche Villa Haas. Nach Süden schließen sich weitere freistehende Bauten aus dem letzten Jahrzehnt des 19. Jhs. an, die für höhere Angestellte der Firma Haas u. Sohn errichtet wurden, sowie schließlich noch eine Reihenhausbebauung für Arbeiter. In ihrem gemeinsamen Bezug auf ein großes örtliches Industrieunternehmen sind die Bauten von geschichtlicher Bedeutung: sie berühren die Entwicklungslinien der sog. Fabrikantenvillen im Dillgebiet, unter denen die Villa Haas zweifellos herausragt, und des werkseigenen Wohnungsbaus für Arbeiter und Angestellte. Kulturdenkmal aus geschichtlichen Gründen. | Ende des 19. und Anfang des 20. Jahrhunderts | 133211 DDB |
| Gesamtanlage Historischer Ortskern | Gesamtanlage Historischer Ortskern | Gesamtanlage Historischer Ortskern Lage                                                     | Die Gesamtanlage umfasst zunächst einige hervorragende Hofanlagen in Fachwerk aus dem 18. Jh. Sie wird im Osten begrenzt durch eine Hangkante. Auf der von einer Stützmauer abgefangenen Terrasse wurde um 1900 die Ev. Kirche mit Schule errichtet. Die Gesamtanlage wurde ausgewiesen aufgrund der Dichte geschichtlich und künstlerisch bedeutsamer Einzelbauten. Kulturdenkmal aus geschichtlichen und künstlerischen Gründen. | 18. Jh. bis Anfang 1900                      | 133210 DDB |
| weitere Bilder                     | Villa Haas                         | Rudolfstraße LageFlur: 35, Flurstück: 18/2                                                  | Zweigeschossiger großvolumiger verputzter Bau mit reicher Werksteingliederung über Sockelgeschoss. Die Dachform ist reich gegliedert mit geschweiften Giebelmotiven nach Süden und Westen, die sich an Renaissance-Vorbildern orientieren. Die gründerzeitliche Villa des Eigentümers der Sinner Neuhoffnungshütte aus der Zeit um 1890 ist mit dem umgebenden Park erhalten. Schützens werte Bauteile neben der Gartengestaltung sind ein kleiner Pavillon sowie das das Gelände von Süden erschließende Hauptportal. Villa und Park, denen sich in unmittelbarer Umgebung Bauten für Angestellte und Arbeiter der Eisenhütte anschließen, sind Kulturdenkmale. Kulturdenkmal aus geschichtlichen und künstlerischen Gründen. | 1890                                         | 133217 DDB |
|                                    |                                    | Stresemannstraße 9 LageFlur: 38, Flurstück: 230                                             | Fachwerkscheune des frühen 18. Jh. Das Gefüge des mit durchgehenden Ständern errichteten dreizonigen Baus ist trotz der massiven Ersetzungen im Erdgeschoss nachvollziehbar. Besondere künstlerische und geschichtliche Bedeutung kommt dem Bau durch den Reichtum seines Strebenwerkes sowie die rautenförmigen Gefachzierformen im Obergeschoss zu. Als markanter Eckbau kommt der Scheune auch städtebauliche Bedeutung zu. Kulturdenkmal aus geschichtlichen, künstlerischen und städtebaulichen Gründen. | Frühes 18. Jh.                               | 133218 DDB |
| Ehemaliges Forstamt                | Ehemaliges Forstamt                | Stresemannstraße 13 LageFlur: 38, Flurstück: 233                                            | U-förmig geschlossene Hofanlage; hervorzuheben ist das Wohnhaus in reichem barocken Fachwerk mit überbauter Laube, sehr schöne zweiflügelige Haustür mit Inschrift darüber: WILHELM CUNTZ ANNA ELISABETHA CUNZ IN EH UND BAULEUTE ANNO 1743. Im Inneren schöne Baluster-Treppe. Die rückwärtige Scheune ist 1763 datiert. Kulturdenkmal aus geschichtlichen und künstlerischen Gründen. | 1743                                         | 133219 DDB |
| Scheune                            | Scheune                            | Stresemannstraße 14 LageFlur: 38, Flurstück: 247                                            | Scheune aus Eichenfachwerk, datiert 1790, im linken Teil erfolgte der Einbau eines Stalls zum Ende des 19. Jahrhunderts. Die Scheune gehörte zum Fachwerkwohnhaus Stresemannstraße 39, Familie Cunz, Förster Johann Georg Cunz (1734–1798) und ist Teil des historischen Bestandes der Ortserweiterung seit der Mitte des 18. Jahrhunderts. Kulturdenkmal aus geschichtlichen Gründen. | 1790                                         | 133283 DDB |
|                                    |                                    | Stresemannstraße 17, Im Triesch 10, Im Triesch LageFlur: 38, Flurstück: 235/1, 235/2, 235/3 | Historisch bedeutsame dreiseitige Hofanlage, bestehend aus zwei Fachwerkwohnbauten um 1700 und einer großen Doppelscheune, datiert 1783, die den Hofbereich abschließt. Der Im Triesch gelegene Eckbau mit Walmdach (Umgestaltung 19. Jh.), die rückwärtige Traufseite mit sehr schöner Laube, die um 1930 ergänzt wurde. Der Bereich vor der Laube ist gepflastert. Kulturdenkmal aus geschichtlichen und künstlerischen Gründen. | 1700 bis 1783                                | 133220 DDB |
| Ehemaliges Pfarrhaus               | Ehemaliges Pfarrhaus               | Stresemannstraße 18 LageFlur: 38, Flurstück: 239                                            | Verschieferter zweigeschossiger Fachwerkbau aus der ersten Hälfte des 19. Jh. mit Krüppelwalmdach, 3:5 Fensterachsen, der Zugang mit zweiläufiger Freitreppe in der Mitte der Längsseite, in der Achse des Einganges ein Zwerchhaus. Erhaltenswert auch der Garten mit teilweise ursprünglicher Einfriedung. Kulturdenkmal aus geschichtlichen und künstlerischen Gründen. | Erste Hälfte 19. Jh.                         | 133221 DDB |
| Fachwerkhaus                       | Fachwerkhaus                       | Stresemannstraße 25 LageFlur: 38, Flurstück: 236/4                                          | Gebäude mit einfachem konstruktivem Sichtfachwerk aus der zweiten Hälfte des 18. Jahrhunderts. Ursprünglich als Einhausgehöft erbaut mit der noch ablesbaren Funktionseinteilung von Wohnung, Stall und Scheune. Das Gebäude steht an einer ansteigenden Straßenkrümmung in städtebaulich markanter Lage zwischen Stresemann- und Jordanstraße. Kulturdenkmal aus geschichtlichen und städtebaulichen Gründen. | Zweite Hälfte 18. Jh.                        | 133284 DDB |